# Days N' Daze
Days N' Daze is een Amerikaanse folkpunkband afkomstig uit Rosenberg, Texas. Days N' Daze werd opgericht in 2008 en heeft, in lijn met de sterke DIY-ethiek van de band, sindsdien diverse albums onder eigen beheer uitgegeven. In 2020 tekende de band bij het Californische punklabel Fat Wreck Chords en gaf daar het album Show Me the Blueprints uit. Days N' Daze heeft meerdere keren door Noord-Amerika en Europa getoerd.

## Geschiedenis
Days N' Daze werd in 2008 opgericht door Whitney Flynn en Jesse Sendejas, die beiden samen waren opgegroeid in Rosenberg, een stad net buiten Houston. Aanvankelijk waren zij de enige twee leden en was Days N' Daze een duo. Fynn had een achtergrond in piano- en trompetmuziek en Sendejas in gitaarmuziek, wat terugkomt in de muziek van de band.
Het duo verhuisde enkele jaren na de oprichting van de band samen naar San Marcos. De daaropvolgende jaren begonnen de twee met toeren en het opnemen en uitgeven van de eerste vier studioalbums. Tijdens deze periode kreeg de band meer leden: wasbordspeler Marissa Sendejas, de zus van Jesse Sendejas, en bassist Freddie Boatright, die de washtub bass speelde. De keuze voor de instrumenten was een kwestie van kosten: de band wilde aanvankelijk punkmuziek spelen, maar had niet de middelen om instrumenten als drumstellen te kopen.
Boatright verliet de band in 2012 en werd in 2013 vervangen door Geoff Bell. Het zesde studioalbum, Rogue Taxidermy, werd uitgegeven in augustus 2013. Oogle Deathmachine volgde hetzelfde jaar. Meagan Michelle verving Marissa Sendejas uiteindelijk als wasbordspeler. In maart 2017 verscheen Crustfall, waar onder andere Scott Sturgeon van Leftöver Crack als gastmuzikant aan heeft meegewerkt. In 2019 werd bekendgemaakt dat de band een studioalbum via Fat Wreck Chords zou uitgeven. Dit werd Show Me the Blueprints, dat op 1 mei 2020 verscheen.

## Leden
- Jesse Sendejas - zang, gitaar, accordeon, banjo (2008-heden)
- Whitney Flynn - zang, trompet, ukelele (2008-heden)
- Geoff Bell - washtub bass, achtergrondzang (2013-heden)
- Meagan Michelle - wasbord, achtergrondzang (2014-heden)

Voormalige leden
- Marissa Sendejas - achtergrondzang, wasbord, piano (2011-2013)
- Freddie Boatright - achtergrondzang, washtub bass (2011-2012)

## Discografie
Studioalbums
- We Never Said It Was Good (2008)
- Perfectly Dysfunctional (2009)
- Here Goes Nothin' (2010)
- Ward off the Vultures (2011)
- The Oogle Deathmachine (2013)
- Rogue Taxidermy (2013)
- Crustfall (2017)
- Show Me the Blueprints (2020)

Splitalbums
- Days N' Daze/Arroyo Deathmatch (2012)
- Oogles, Doogles, Punx and Drunks (met Potbelly; 2013)
- Snatchee Records (met Potbelly, The Rich and Rare Rebels en Dirty Kid Discount; 2014)
- Days N' Daze/Rail Yard Ghosts (2014)
- The Deluxe Suicide-By-Cop Execution Package (met Broken Bow; 2014)
- Thanks Mom! (met Chicos Del Muertos; 2015)
- Oogles, Doogles, Punx And Drunx Vol. 2 (met Potbelly; 2019)
- Days N' Dayze/Night Gaunts (2015)